# Violeta Quesada
Violeta Quesada Díaz (ur. 11 lipca 1947 w Santa Clarze, zm. 24 marca 2024 w Tampie) – kubańska lekkoatletka specjalizująca się w krótkich biegach sprinterskich, uczestniczka XIX Letnich Igrzysk Olimpijskich w Meksyku (1968), srebrna medalistka olimpijska w biegu sztafetowym 4 × 100 metrów.

## Sukcesy sportowe
| Rok  | Miasto          | Zawody                                   | Konkurencja                      | Wynik                  |
| ---- | --------------- | ---------------------------------------- | -------------------------------- | ---------------------- |
| 1967 | Winnipeg        | Igrzyska panamerykańskie                 | sztafeta 4 × 100 m bieg na 200 m | złoty medal 7. miejsce |
| 1967 | Xalapa-Enríquez | Mistrzostwa Ameryki Środkowej i Karaibów | bieg na 200 m                    | srebrny medal          |
| 1968 | Meksyk          | Igrzyska olimpijskie                     | sztafeta 4 × 100 m               | srebrny medal          |
| 1969 | Hawana          | Mistrzostwa Ameryki Środkowej i Karaibów | bieg na 200 m                    | srebrny medal          |
| 1970 | Panama          | Igrzyska Ameryki Środkowej i Karaibów    | bieg na 200 m                    | srebrny medal          |

## Rekordy życiowe
- bieg na 100 metrów – 11,65 (1968)